# Коричневі ґрунти
Коричневі ґрунти — тип ґрунтів, що утворилися під ксерофітною деревною (відкритими дубовими і дубово-грабовими лісами) і чагарниковою рослинністю з трав'янистим покривом та на зораних на їх місці нивах. Мають коричневе забарвлення, що поступово стає світлішим донизу.

## Умови розвитку
Коричневі ґрунти розвиваються на різних породах при непромивному водному режимі ґрунту і глибокому заляганні ґрунтових вод. Формуються в помірно теплих (перехідних до субтропічних) і субтропічних умовах (наприклад, середземноморського клімату) з вологою і теплою зимою, помірно сухим і спекотним літом. Ґрунти не промерзають. Приурочені переважно до гірського або передгірського рельєфу, рідше зустрічаються на рівнинних територіях.

## Ґрунтотворні породи
Лесоподібні суглинки, продукти вивітрювання магматичних та осадових порід (вапняків, сланців, конгломератів), часто карбонатні, іноді засолені.

## Генеза
Генеза коричневих ґрунтів складається з таких елементарних ґрунтових процесів:
- оглинення — первинні мінерали інтенсивно вивітрюються, утворюючи вторинні глинисті мінерали гідрослюдно-монтморилонітового складу. Причиною цього процесу є сприятливі зволоження та температура взимку, весною та восени. Влітку при висушуванні оглинення протікає нижче, на глибині 30-80 см;
- гумусоакумуляція — розклад і гуміфікація рослинних залишків йде в умовах нейтральної або слаболужної реакції середовища, багатого основами. Інтенсивний біологічний кругообіг (щорічно на поверхню ґрунту потрапляє 250 кг/га азоту та лужних елементів), полімеризація та закріплення гумусу під час висушування ґрунту сприяють накопиченню в ньому достатньо великої кількості гумусових речовин фульватно-гуматно-кальцієвого типу;
- міграція карбонатів і солей. У вологі періоди продукти вивітрювання вимиваються з верхніх горизонтів: солі — за межі профілю, а CaCO3 на глибині 30-50 см і нижче утворює ілювіально-карбонатний горизонт. Влітку з висхідними токами води карбонати піднімаються у верхній горизонт, що забезпечує його нейтральну реакцію, збагаченість кальцієм, стійкість органічних речовин, утворення фульватно-гуматного гумусу, попередження Е-І диференціації;
- рубефікація: оксиди заліза, що вивільняються при вивітрюванні, в сухий період дегідратуються, утворюючи плівки на поверхні ґрунтових часток. Вони надають ґрунту специфічного коричневого кольору.

## Склад
Коричневі ґрунти мають зазвичай важкий механічний склад. У профілі виділяються:
- Но — лісова і трав'яниста підстилка потужністю до 2 см, часто взагалі відсутня;
- Н — гумусовий, задернований, сіро-коричневий, грудкувато-зернистий;
- Нрт — гумусований оглинений перехідний, коричневий, ущільнений, зернисто-крупногрудкуватий;
- Phmк — нижній перехідний слабкогумусований оглинений, коричнево-бурий, горіхувато-крупногрудкуватий, щільний;
- Р(к) — елювій-делювій вапняків або сланців.

Характерним є глибоке (до 100 см і більше) проникнення гумусу і поступове зменшення його вмісту донизу. Частка гумусу — 4 — 7 %. Гумус фульватно-гуматного складу. Середні горизонти дещо оглинені і збагачені алюмінієм і залізом. За забарвленням гумусового горизонту їх поділяють на коричневі, темно-коричневі і коричнево-бурі. Кислотність коричневих ґрунтів нейтральна.

## Класифікація
- Типові коричневі ґрунти закипають в перехідному горизонті,
- вилугувані — в материнській породі,
- карбонатні — по всьому профілю.

Всі три підтипи утворюються на карбонатних материнських породах. Безкарбонатні коричневі ґрунти утворюються найчастіше на сланцях, конгломератах, тому не киплять.

## Поширення
Коричневі ґрунти поширені в Південній Європі, Північній Африці, в країнах Передньої Азії, в гірських районах Середньої Азії, в Східному Закавказзі, на півночі півострова Індостан, в Китаї, на заході США, на півночі Мексики, в північно-західній частині Аргентини, в центральній частині Чилі, на півдні Австралії, в Україні — на Південному березі Криму.
Площа, яку займають ґрунти в Україні — 48,5 тис. га, а в світі — 269 млн га.

## Використання
Значна частина коричневих ґрунтів має високу родючість тому використовуються для вирощування багатьох цінних субтропічних сільськогосподарських культур, у тому числі для садів і виноградників. В літній період вони недостатньо забезпечені вологою, тому потребують зрошення, що в умовах гірського рельєфу є досить проблематичним. Обов'язкове внесення органічних і мінеральних добрив, бажано проводити глибоке розпушування з метою руйнування оглиненого горизонту. Для боротьби з водною ерозією проводять терасування схилів.

## Історія досліджень
Вперше були описані С. О. Захаровим у 1924 р. на Кавказі, Де Віллар вивчав їх в Іспанії і назвав «ксерофітними середземноморськими», І. П. Герасимов запропонував виділяти коричневі ґрунти як самостійний тип.